# Stanleya confertiflora
Stanleya confertiflora är en korsblommig växtart som först beskrevs av Benjamin Lincoln Robinson, och fick sitt nu gällande namn av T.J. Howell. Stanleya confertiflora ingår i släktet Stanleya och familjen korsblommiga växter. Inga underarter finns listade i Catalogue of Life.